# Shanghai-Nanking Railway

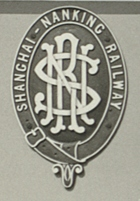
Emblem der SNR auf den Lokomotiven

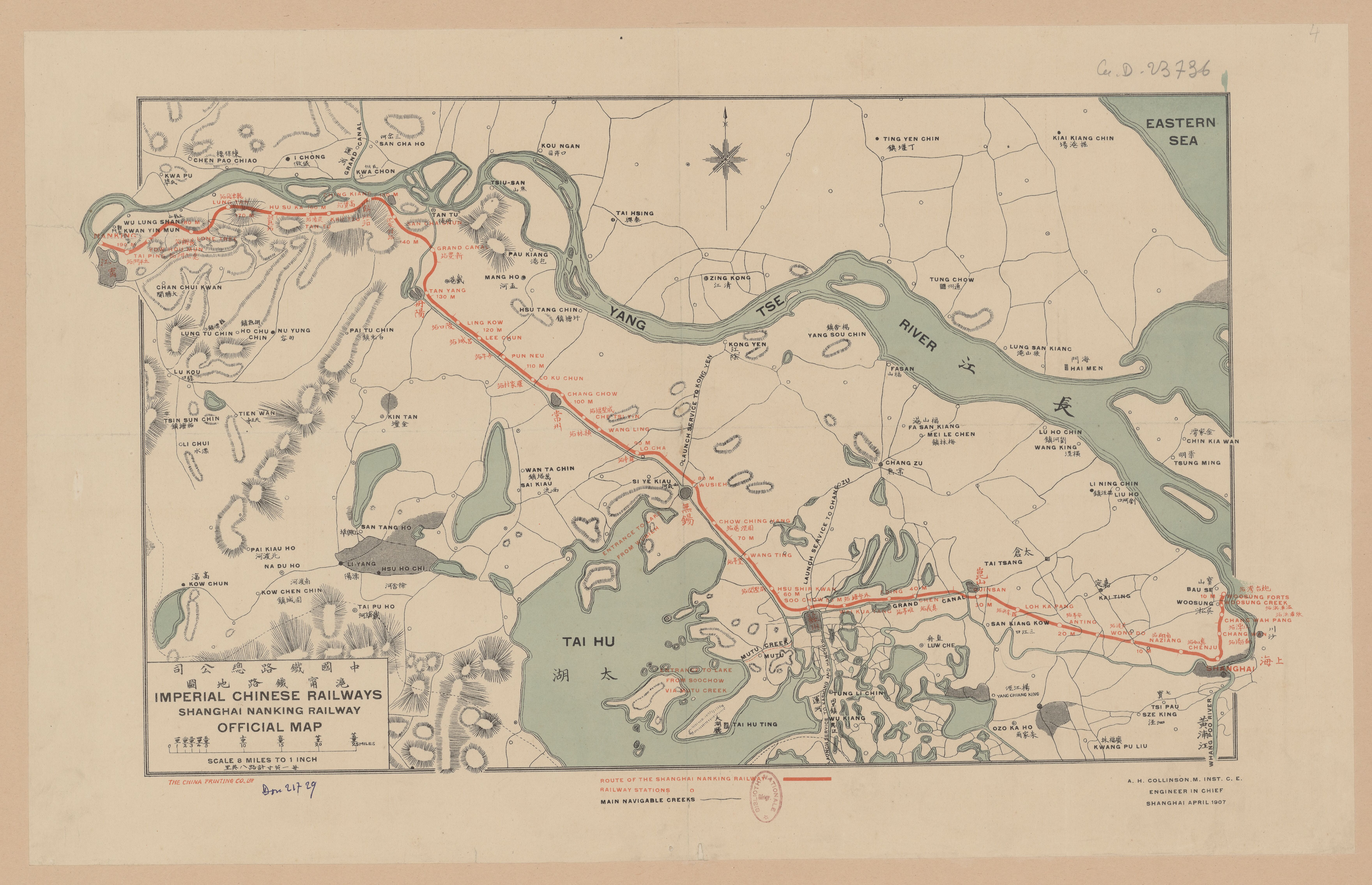
Streckennetz

Die Shanghai-Nanking Railway (abgekürzt SNR) wurde von der British and Chinese Corporation, einem Gemeinschaftsunternehmen von Jardine, Matheson & Co. und der Hongkong and Shanghai Banking Corporation, gebaut.
Für den Bau verantwortlich waren die beiden britischen Bauingenieure Arthur John Barry  und John Wolfe-Barry. Die Gesellschaft baute und betrieb mehrere Eisenbahnstrecken in China, unter anderem auch die Kowloon-Canton Railway in Hongkong.

## Geschichte
1903 begannen die Bauarbeiten und am 1. April 1908 konnte die komplette Strecke zwischen Schanghai und Nanking mit einer Länge von 310,75 km eröffnet werden. Auf der Strecke mussten 303 Brücken gebaut werden, 164 davon über schiffbare Kanäle. Brauchte bis dahin ein schneller Passagierdampfer auf dem Yangtze und seinen Nebenflüssen 30 Stunden von Nanking nach Shanghai, so reduzierte die Bahn die Fahrtzeit auf 8 Stunden. Fracht war nicht mehr eine Woche unterwegs, sondern nur noch einen Tag. Von Shanghai führte eine Nebenbahn nach Woosung, wo der Huangpu Jiang in den Yangtze mündet. Die Gesamtlänge der in der Normalspurweite gebauten Eisenbahn betrug 1936 inklusive aller Nebenbahnen und Nebengleise 420 km.
Im chinesischen Bürgerkrieg wurde die Bahn einige Jahre für militärische Zwecke beschlagnahmt, danach normalisierte sich die Lage und die SNR kam wieder unter Zivilverwaltung. Nach der Gründung der Volksrepublik China kam die SNR unter chinesische Kontrolle. Heute ist die Strecke Teil der Bahnstrecke Peking–Shanghai.

## Fahrzeuge
Die SNR ließ fast alle Lokomotiven und Wagen in Großbritannien bauen. 1910 wurden sogar vier Single-Lokomotiven mit der Achsfolge 2’A1’ bei Kerr, Stuart and Company bestellt.
1919 war die Gesellschaft im Besitz von 31 Lokomotiven, 101 Personenwagen und 303 Güterwagen. Bis 1936 stieg der Bestand auf 54 Lokomotiven, 137 Personenwagen und 610 Güterwagen.

## Galerie

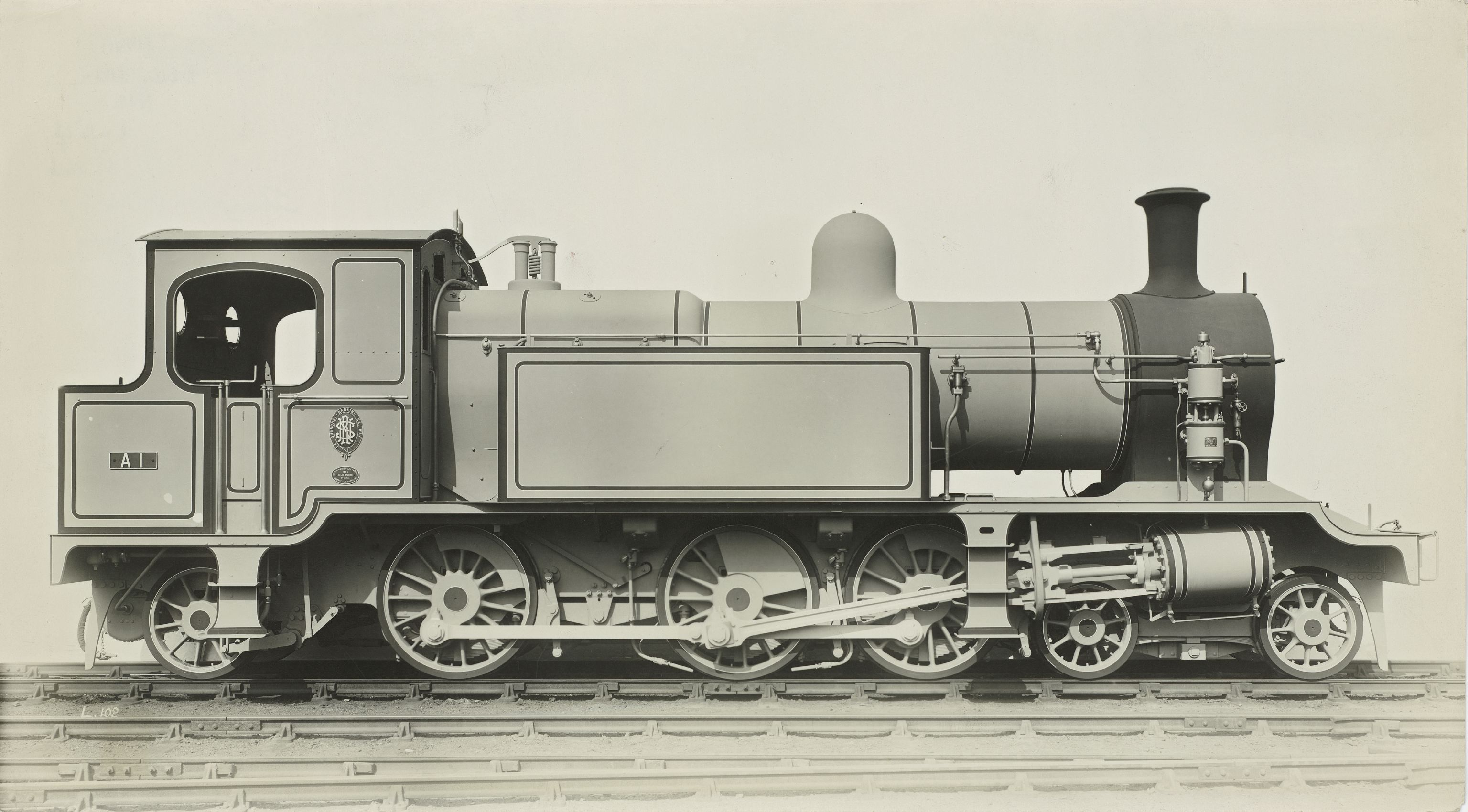
Lokomotive A 1, gebaut 1904 von NBL
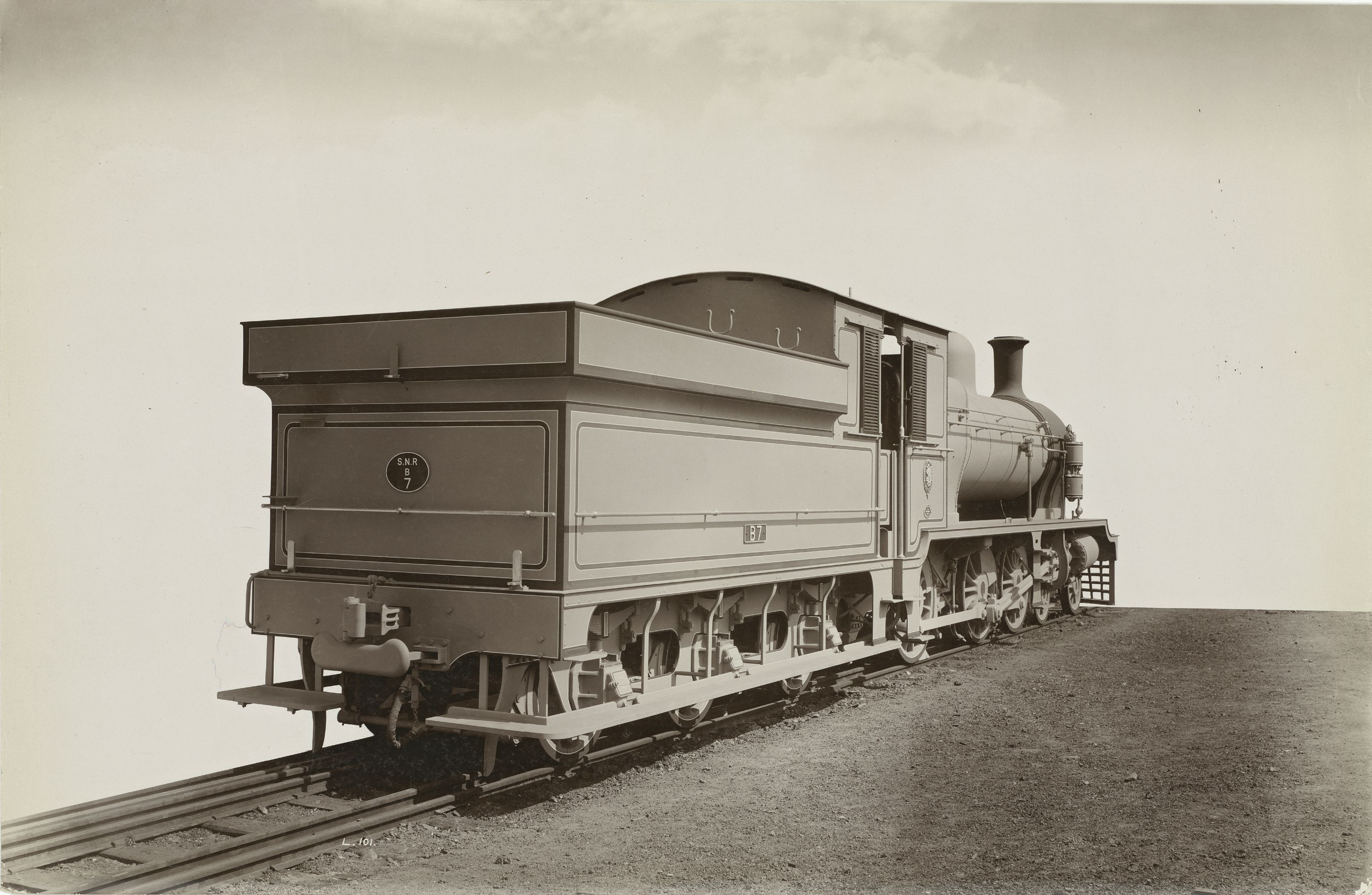
Lokomotive B 7, gebaut 1904 von NBL
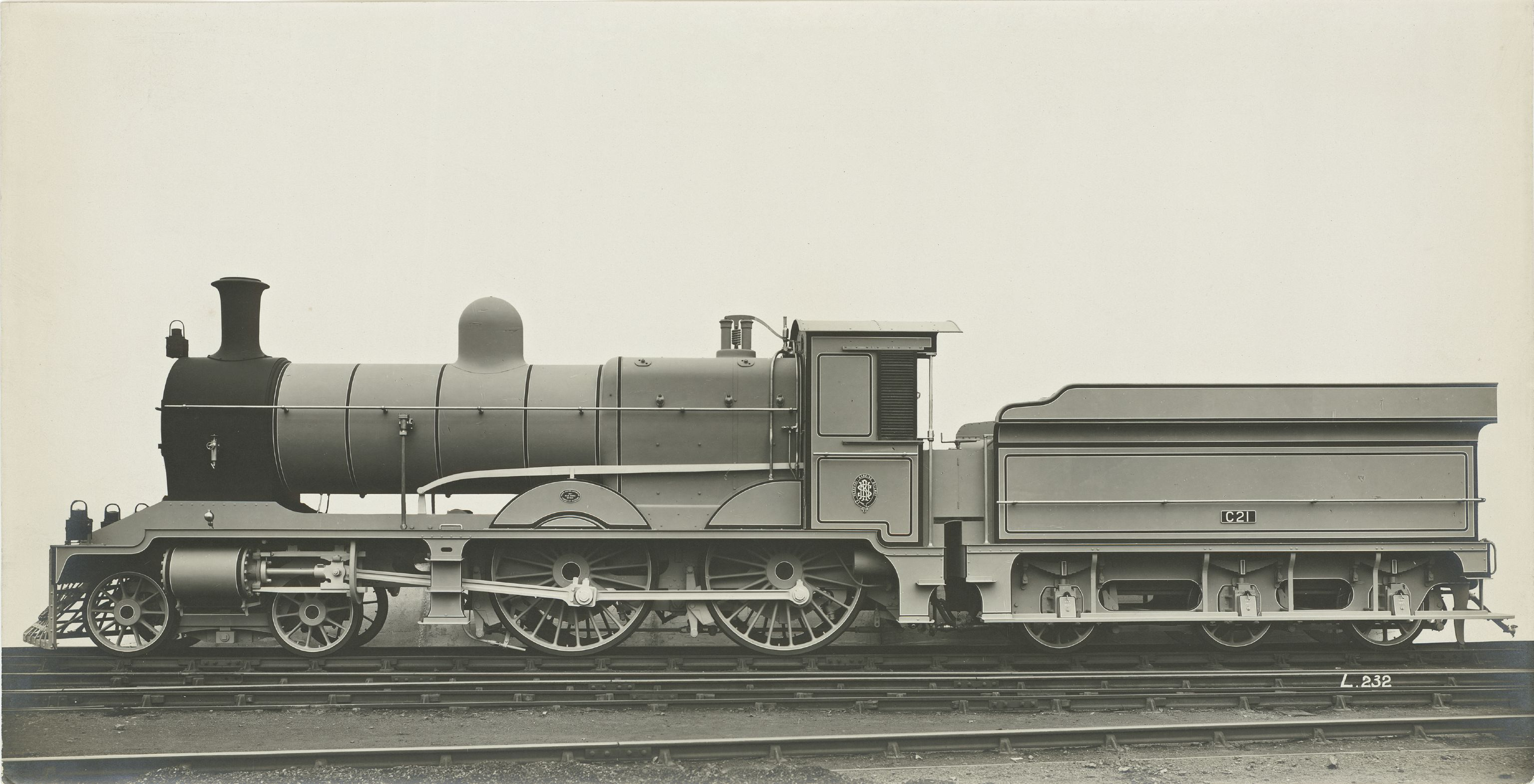
Lokomotive C 21, gebaut 1907 von NBL
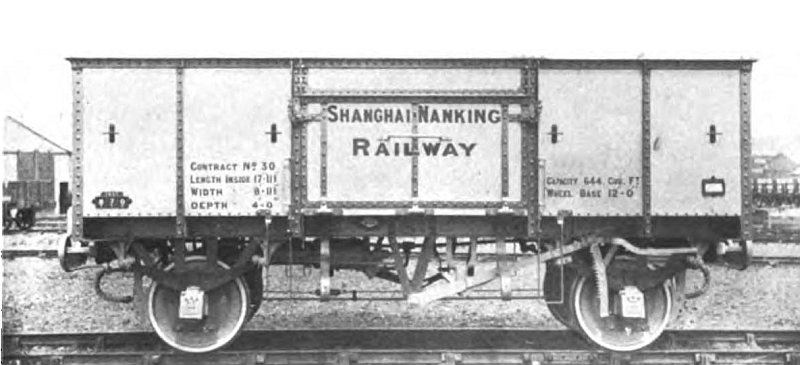
Offener Güterwagen, gebaut um 1908 von R.Y. Pickering